# Joachim Höppner
Joachim „Achim“ Höppner (* 9. Juni 1946 in Lübeck; † 18. November 2006 in Germering) war ein deutscher Schauspieler, Synchronsprecher, Off-Sprecher, Hörbuchsprecher und Rezitator.

## Leben und Karriere
Höppner studierte Germanistik, Kunst- und Theatergeschichte, brach das Studium aber zugunsten einer Karriere als Schauspieler ab. 1969 zählte Höppner zu den Gründungsmitgliedern des „Theater in der Kreide“ (TiK) in München.
Ab 1975 arbeitete er vor allem als Synchronsprecher. Einem Millionenpublikum wurde er bekannt als die deutsche Stimme von Ian McKellens Gandalf in der Herr-der-Ringe-Filmtrilogie. Nach Klaus Kindlers Tod wurde er als neuer Synchronschauspieler für Clint Eastwood gecastet, den er in Blood Work und Million Dollar Baby sprach. Ebenso lieh er Jon Voight, Richard Burton, Michael Caine, Donald Sutherland und dem Bollywood-Schauspieler Amitabh Bachchan seine Stimme. Den ironischen Unterton des reservierten Scotland-Yard-Chefinspektors Japp (Philip Jackson) traf Höppner in Agatha Christie’s Poirot. Im Director’s Cut von Miloš Formans Amadeus übernahm er die komplette Neusynchronisation von F. Murray Abraham in der Rolle des Antonio Salieri, da der Synchronsprecher der originalen Kinofassung, Gottfried Kramer, mittlerweile verstorben war. In der Serie Family Guy lieh Höppner in der dritten Staffel (Episoden 12–16, 18–20) dem Hund Brian Griffin seine Stimme.
In vielen Dokumentationen öffentlich-rechtlicher Sender sowie in der Infotainment-Sendung Galileo war er nahezu täglich zu hören. Bei Klassik Radio wurde er als Friedrich Epenstein besetzt, der täglich eine „wahre Geschichte“ erzählte. Beim Bayerischen Rundfunk sprach Höppner für die umfangreiche Dokumentationsreihe Der Letzte seines Standes? über aussterbende Handwerksberufe. Von 2001 bis zu seinem Tode fungierte Höppner als Stammsprecher der ZDF-Reihe Aktenzeichen XY … ungelöst, in der Höppner auch heute noch als Intro-Stimme zu hören ist (Stand: März 2024). Seit dem 2. September 2006 war Höppner als Kommentator der ersten zwölf Folgen der DMAX-Doku-Soap Die Ludolfs – 4 Brüder auf’m Schrottplatz zu hören.
Dutzende Hörspiele mit Höppner listet die Datenbank HörDat auf. Kurz vor seinem Tod las er auch Der Herr der Ringe – Die Gefährten sowie Das Silmarillion von J. R. R. Tolkien als ungekürztes Hörbuch ein. Zudem komplettierte er für den audio media verlag die 25-teilige Biografie-Hörbuch-Reihe CD Wissen – Große Frauen und Männer der Weltgeschichte.
Höppner trat immer wieder in Schulen und Kulturzentren mit Dichterlesungen auf. In seiner Heimatstadt Germering unterstützte er soziale Projekte mit Literaturabenden. Dafür wurde ihm von der Stadt 2002 der Walter-Kolbenhoff-Preis verliehen.
Am 18. November 2006 starb der 60-jährige Schauspieler an einem Herzinfarkt. Höppner hinterließ seine Frau und zwei erwachsene Kinder.

## Hörbücher (Auswahl)
- 2003: Hörbuch (Erzähler) – Wir Deutschen 1 + 2 (ca. 8h), lebendige, unterhaltsame Reise durch über 2.000 Jahre deutscher Geschichte
- 2011: Hörbuch (Sprecher) Der Herr der Ringe. Die Komplettlesung: Geschichten aus Mittelerde (Nur Der Herr der Ringe - Die Gefährten, das restliche Buch ist gelesen von Gert Heidenreich)
- 2015: Unterm Birnbaum: Ungekürzte Lesung von Theodore Fontane, Gelesen von Achim Höppner
- 2016: Hörbuch (Sprecher) Bekenntnisse: Lesung mit Joachim Höppner über die Lebensgeschichte von Rousseau
- 2020: Hörbuch: Kulturgeschichte Ägyptens und des Alten Orients: Lesung mit Achim Höppner

## Filmografie (Auswahl)
als Schauspieler
- 2007: Die Rosenheim-Cops – Tod eines Dichters

als Sprecher
- 1991–2008: Der Letzte seines Standes? – Fernsehreihe
- 2001–2006: Aktenzeichen XY … ungelöst
- 2005: Das Weltall von A-Z – Dokumentation in mehreren Episoden

## Synchronrollen (Auswahl)
Jon Voight
- 1998: Der Staatsfeind Nr. 1 als Thomas Reynolds
- 2001: Pearl Harbor als Franklin D. Roosevelt
- 2004: Das Vermächtnis der Tempelritter als Patrick Gates

Lance Henriksen
- 1999: Tarzan als Kerchak
- 2000: Scream 3 als John Milton
- 2005: Tarzan 2 als Kerchak

Donald Sutherland
- 1990: Bethune – Ein Arzt wird zum Helden als Dr. Norman Bethune
- 2004: Salem’s Lot – Brennen muss Salem als Richard Straker

Ian McKellen
- 2001–2003: Der Herr der Ringe als Gandalf
- 2006: The Da Vinci Code – Sakrileg als Sir Leigh Teabing

Clint Eastwood
- 2002: Blood Work als Terry McCaleb
- 2004: Million Dollar Baby als Frankie Dunn

Tord Peterson
- 2002: Neues von Pettersson und Findus als Pettersson
- 2006: Morgen, Findus, wird’s was geben als Pettersson

### Filme
- 1968: Asterix und Kleopatra als Julius Cäsar (DVD-Version)
- 1976: Asterix erobert Rom als Julius Cäsar (DVD-Version)
- 1986: Asterix bei den Briten als Julius Cäsar (DVD-Version)
- 1990: William Devane in Die Zeitfalle als Scott McKenzie
- 1994: Asterix in Amerika als Julius Cäsar (DVD-Version)
- 1996: Scott Glenn in Carla’s Song als Bradley
- 2002: F. Murray Abraham in Amadeus als Antonio Salieri
- 2002: Tony Jay in Der Schatzplanet als Erzähler
- 2003: Christopher Plummer in Das Johannes-Evangelium als Erzähler
- 2003: James Cromwell in Engel in Amerika als Henry
- 2003: Christopher Walken in Welcome to the Jungle als Cornelius Burnett Hatcher
- 2006: Leon Rippy als Paul Higa in Spiel auf Bewährung

### Serien
- 1992–1993: Lou Bedford in Zwei Supertypen in Miami als Lieutenant Sam Bosley
- 1993–1994: Philip Jackson in Agatha Christie’s Poirot als Chief Inspector James Japp (2. Stimme)
- 1993–2000: Jim Byrnes in Highlander als Dawson
- 1997: Michael Berryman in Zwei Engel mit vier Fäusten als Quesada
- 2001–2002: George Wendt in Sabrina – Total Verhext! als Mike Shelby
- 2005–2010: Daniel Benzali in The Agency – Im Fadenkreuz der C.I.A. als Robert Quinn
- 2005: Seth MacFarlane in Family Guy als Brian Griffin